# Слађана Миленковић
Слађана Миленковић (Сремска Митровица, 26. новембар 1973) српски је историчар књижевности, књижевни критичар, песникиња, новинар и професор струковних студија.

## Биографија
Завршила је основне студије на Филозофском факултету Универзитета у Новом Саду, смер Југословенске књижевности и српскохрватски језик (1998). Магистрирала је на истом факултету, на Катедри за српску књижевност, на теми „Аутореференцијалност у поезији” Бранка Миљковића (2002). Докторат је завршила на Катедри за српску књижевност, тема: Песништво Димитрија Митриновића (2007).
Ради у Високој школи струковних студија за образовање васпитача у Сремској Митровици као професор - директор. У оквиру рада на месту директора допринела је реформи Високе школе и акредитацији неколико студијских програма из три различита поља и унапредила наставу. Установа је под њеним руководством награђивана више пута, а од признања се издвајају Вукова повеља (2010) и Награда Капетан Миша Анастасијевић (2011).
До сада је објавила више самосталних научних монографија : Аутореференцијалност у поезији Бранка Миљковића (2004), Методика развоја говора (2006), Медијска култура (2007), Дете и књига (2007) (претходне три је подржало Министарство науке Републике Србије) затим су уследиле књиге Медији и образовање (2008), Говорно стваралаштво деце (2009), Песничким стазама Димитрија Митриновића (2009), Бајковит свет детињства (2010), Методика развоја вербалне комуникације и говорног стваралаштва деце (2010), Деца и медији (2012), Методика развоја говора, измењено издање (2012) и друге.
Аутор је збирки поезије Јутро заспале срне (Свитак, Пожега, 1994), Гоничи снова (Другари, Јазак, 1995) и Потпис сна (Бранково коло, Нови Сад, 1997). Њена поезија је више пута награђивана на књижевним манифестацијама, а песме су јој објављиване и у Јапану. Члан је Друштва књижевника Војводине и Председништва Књижевне заједнице Сремска Митровица.
Објавила је више стотина књижевнокритичких текстова, као и неколико десетина научних и стручних студија у књижевној периодици (Књижевна реч, Кровови, Свет књиге, Наш траг, Сремске новине, итд), зборницима у земљи и иностранству, на радију и телевизији. Учествовала је на више међународних научних скупова у Србији и иностранству.
Радила је као главни и одговорни уредник Радиотелевизије „М“ у Сремској Митровици, као новинар-уредник културе и новинар-сарадник бројних листова, националних и светских новинских агенција. Уређује Часопис за науку, културу и уметност Сунчани сат у Сремској Митровици.
Добитник је бројних награда и признања из области књижевног и педагошког стваралаштва, а посебно се издваја Награда „Васа Пелагић“ за врхунска остварења у образовању за 2009. годину, када је добила титулу Педагошки стваралац године. Њена књига Бајковит свет детињства награђена је Плакетом „Сима Цуцић“ (2011) у Банатском културном центру у [[Кикинда[Кикинди]] за посебан допринос критици књижевности за децу. Члан је Националног просветног савета Републике Србије.